# Thil-sur-Arroux
Thil-sur-Arroux é uma comuna francesa na região administrativa de Borgonha-Franco-Condado, no departamento Saône-et-Loire. Estende-se por uma área de 12,91 km². Em 2010 a comuna tinha 131 habitantes (densidade: 10,1 hab./km²).